# TiensTiens
TiensTiens is een gratis stadskrant die werd uitgegeven in het Belgische Gent. TiensTiens noemde zichzelf 'De andere k[r]ant van Gent' en werd uitgegeven door de vzw Radar, een open samenwerkingsverband tussen een aantal individuen en organisaties.
In 2005 verscheen het nulnummer. Er waren vier edities per jaar. Naar eigen zeggen bracht de krant "kritische analyses over de stedelijke actualiteit, diepgravende interviews met dwarse denkers, averechtse verhalen uit de rijke geschiedenis van Gent, prikkelende stadsfoto’s en beeldverhalen en nog zoveel meer".
In 2013 stopte TiensTiens na de 29e editie. Ervoor in de plaats kwam een nieuwe stadskrant, DZJOEF, gedragen door een nieuwe groep vrijwilligers. Het laatste nummer was daarom een dubbelnummer: de laatste TiensTiens en de eerste DZJOEF.